# Mignaloux-Beauvoir
Mignaloux-Beauvoir – miejscowość i gmina we Francji, w regionie Nowa Akwitania, w departamencie Vienne.
Według danych na rok 1990 gminę zamieszkiwało 2 357 osób, a gęstość zaludnienia wynosiła 109 osób/km² (wśród 1467 gmin regionu Poitou-Charentes, Mignaloux-Beauvoir plasuje się na 114. miejscu pod względem liczby ludności, natomiast pod względem powierzchni na miejscu 344.).